# Lagoinha do Piauí
Lagoinha do Piauí is een gemeente in de Braziliaanse deelstaat Piauí. De gemeente telt 2.676 inwoners (schatting 2009).